# Frankie Kerr
Frankie Kerr – szkocki bokser, srebrny medalista Mistrzostw Europy Kadetów 1995. Tytuł zdobył w kategorii lekkiej.
W październiku 1995 został wicemistrzem Europy juniorów w kategorii lekkiej. W półfinale pokonał na punkty reprezentanta Izraela Adama Azhara, a w finale przegrał na punkty z Ukraińcem Wałerijem Brażnykiem. Oprócz Kerra na turnieju rywalizował również jeszcze Szkot Willie Limond, który zdobył brązowy medal w kategorii muszej.